# 날도마뱀붙이
날도마뱀붙이(Ptychozoon kuhli)는 쿨 플라잉 게코(Kuhl's flying gecko), 커먼 플라잉 게코(common flying gecko)라고도 불리며, 아시아에 자생하는 도마뱀붙이류의 일종이다.

## 어원
종명 kuhli 은 독일의 동물학자 하인리히 쿨을 기려 지었다.

## 설명
날도마뱀붙이는 피부가 독특하게 발달하였는데, 네 다리와 옆구리에서 늘어난 피부막, 유난히 납작한 발바닥과 꼬리 덕택에 짧은 거리를 활강할 수 있다. 이 종은 뛰어난 위장술을 가졌다. 옆구리에 난 피부의 막은 나무 껍질 위에서 포식자의 눈에 띄지 않도록 한다. 이렇게 숨어있을 때는 보통 눈 말고는 좀체 알아볼 수 없다.
날도마뱀붙이는 다른 대부분의 도마뱀붙이류처럼 발바닥의 빨판의 미세모에서 생겨나는 접착력으로 유리 등의 거의 모든 표면에 달라붙을 수 있다.

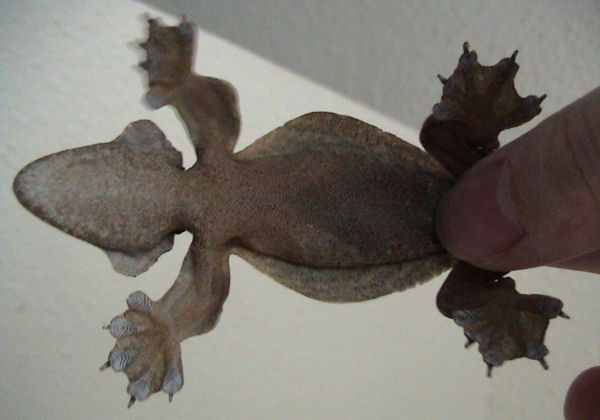
날도마뱀붙이를 아래에서 촬영한 사진. 활공하기 위한 적응에, 다리, 옆구리, 머리의 옆부분에서 늘어난 피부막에 주목하자.

## 분포
날도마뱀붙이는 캄보디아 북동부(몬둘키리, 라타나키리, 스퉁트렝), 태국 남동부(나콘시탐마랏, 사툰, 파타니), 미얀마, 인도 북동부, 말레이시아 반도(티오만섬, 풀라우베사르섬), 니코바르 제도, 인도네시아(수마트라섬, 자바섬, 보르네오섬, 시말루섬(Simalur)), 싱가포르에서 발견된다.

## 사육

날도마뱀붙이는 15-20갤론의 테라리움에서 키우는 것이 적당하며 주의깊게 핸들링해야 한다. 가능하면 핸들링을 하지 않는 게 좋은데, 피부에 상처를 입힐 수 있기 때문이다. 날도마뱀붙이는 곤충을 주식으로 한다. 사육 상태에서는 귀뚜라미, 밀웜, 슈퍼밀웜, 왁스웜을 먹는다.

## 참고 문헌
- Brown, Rafe M.; Ferner, John W.; Diesmos, Arvin C. 1997. "Definition of the Philippine Parachute Gecko, Ptychozoon intermedium Taylor 1915 (Reptilia: Squamata: Gekkonidae): Redescription, designation of a neotype, and comparisons with related species". Herpetologica 53 (3): 357-373.
- Brown, Rafe M. 1999. "New species of parachute gecko (Squamata: Gekkonidae: genus Ptychozoon) from northeastern Thailand and central Vietnam". Copeia 1999 (4): 990-1001.
- Mertens, Robert; Senfft, Walter. 1929. "Aus dem Leben des Faltengeckos (Ptychozoon kuhli Stejneger)". Natur und Museum 59 (4): 218-224.
- Stejneger, L. 1902. "Ptychozoon kuhli, a new name for P. homalocephalum ". Proc. Biol. Soc. Washington 15: 37.